# Johann Georg Schwanthaler
Johann Georg Schwanthaler (* 16. Februar 1740 in Aurolzmünster; † 23. September 1810 in Gmunden) war ein österreichischer Bildhauer.
Johann Georg Schwanthaler wurde als Sohn des Bildhauers Franz Mathias Schwanthaler (1714–1782) geboren. Seine Ausbildung als Bildhauer machte er anfangs bei seinem Vater, anschließend in Ried im Innkreis bei seinem Großvater Johann Franz (1683–1762) und seinem Onkel Johann Peter der Ältere (1720–1795).
Als Geselle beschäftigte ihn der Welser Bildhauer Ignaz Mähl. Im Jahr 1765 heiratete er dessen Tochter Maria Anna und zog nach Gmunden, wo er eine eigene Bildhauerwerkstätte betrieb.   

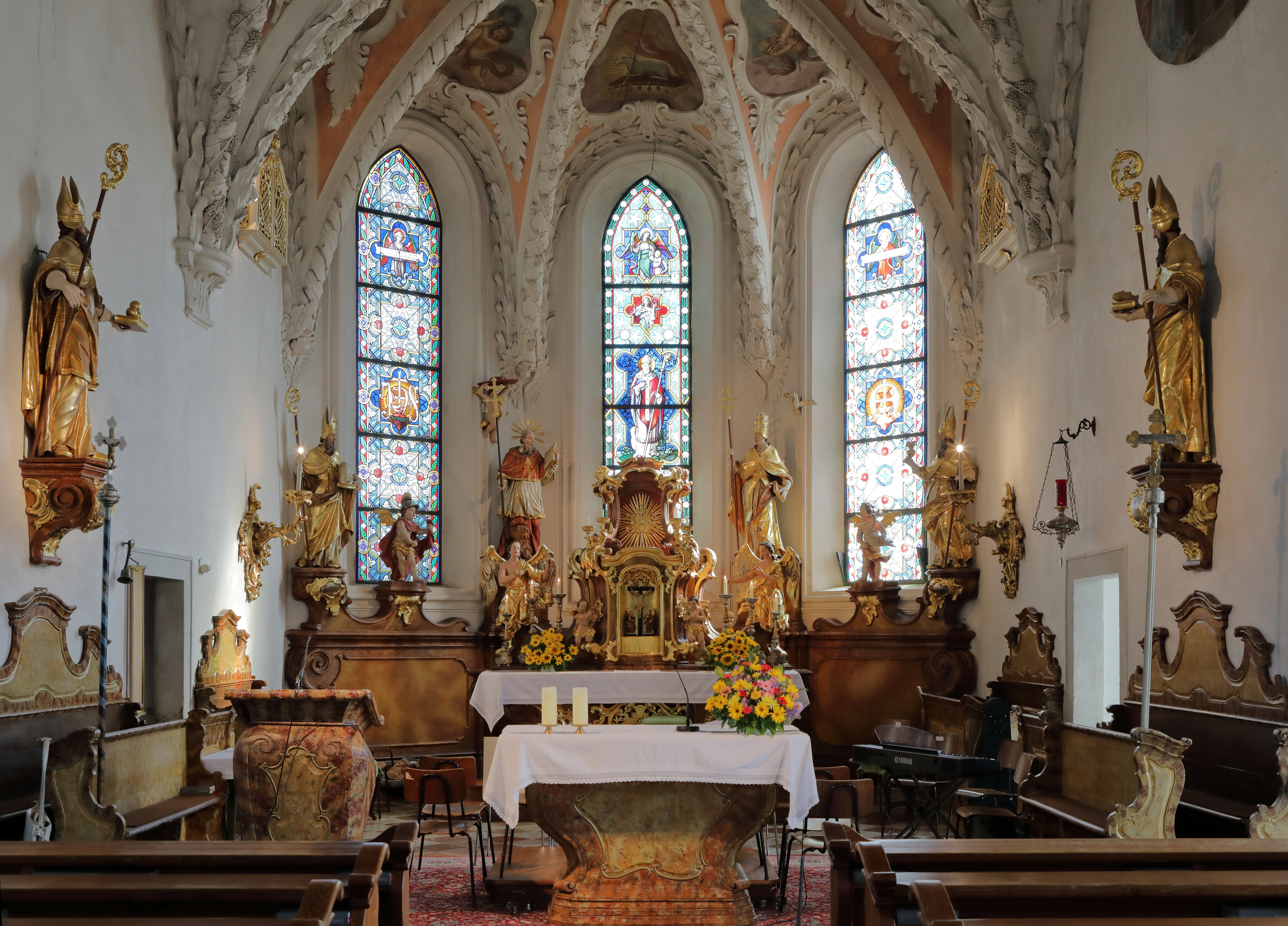
Chorraum der Pfarrkirche in Kematen an der Krems mit Statuen von Schwanthaler

Schwanthaler schuf in erster Linie Reliefs. Viele davon befinden sich heute den Sammlungen der Stifte Schlierbach und Kremsmünster und in der Schatzkammer der Heiligen Kapelle zu Altötting. Ihm werden auch die vielfigurigen Kirchenkrippen von Altmünster und Kematen an der Krems zugeschrieben und die Statuen der 4 Kirchenväter im Chor der Pfarrkirche hl. Martin in Kematen an der Krems.
Schwanthaler hatte mit seiner Frau vier Kinder: Franz Carl (* 1770), Maria Juliana (* 1771), Franz Xaver (* 1772/73) und Johann Carl (* 1774). Franz Xaver führte nach dem Tod seines Vaters die Gmundner Bildhauerwerkstätte weiter, er konnte jedoch an die künstlerische Leistung seines Vaters nicht anschließen.